# Lemon Demon
Lemon Demon (in precedenza noto come Deporitaz) è un progetto musicale del cantautore, polistrumentista e videomaker statunitense Neil Cicierega (Boston, 23 agosto 1986).
Stilisticamente, la musica di Cicierega sotto l'alias di Lemon Demon differisce da Deporitaz, suo precedente alias, in quanto Lemon Demon ha principalmente tracce vocali, mentre Deporitaz aveva principalmente (ma non esclusivamente, nei suoi ultimi giorni) strumentali. Inoltre, le tracce di Deporitaz sono state arrangiate principalmente utilizzando sintesi e caratteri audio; mentre questi sono ancora comuni in Lemon Demon, fa più uso di veri strumenti registrati come chitarra, fisarmonica e keytar.

## Storia
Neil Cicierega ha pubblicato tre album strumentali con il nome "Trapezoid", che è stato cambiato retroattivamente in "Deporitaz" poiché una band esistente chiamata Trapezoid gli ha chiesto di cambiarlo. Sul passaggio a Lemon Demon, ha detto: "Alla fine ho iniziato a sperimentare cantando, e una volta che mi sono sentito pronto per farlo a tempo pieno, mi sono battezzato Lemon Demon e ci sono andato a testa alta."
Dal 2003, Cicierega ha pubblicato sette album come Lemon Demon. Nel 2005, lui e l'animatore Shawn Vulliez hanno pubblicato un video musicale animato in Flash chiamato
Nel 2016 pubblicò l'album al quale stav, anche do da 8 anni: "Spirit Phone". È l'album più acclamato del progetto Lemon Demon.

## Discografia

### Album in studio
- 2003 – Clown Circus
- 2003 – Live from the Haunted Candle Shop
- 2004 – Hip to the Javabean
- 2005 – Damn Skippy
- 2006 – Dinosaurchestra
- 2008 – View Monster
- 2014 - Nature Tapes
- 2016 - Spirit Phone

### Raccolte
- 2009 – Almanac 2009

### Album dal vivo
- 2011 – Live (only not)

### EP
- 2012 – I am Become Christmas